# (33487) 1999 GS8
1999 GS8 (asteroide 33487) é um asteroide da cintura principal. Possui uma excentricidade de 0.09048500 e uma inclinação de 4.91875º.
Este asteroide foi descoberto no dia 10 de abril de 1999 por LONEOS em Anderson Mesa.